# Walter Artízala
Pour les articles homonymes, voir Guacho.
Walter Patricio Artízala Vernaza (alias Guacho ou William Quiñonez), né le 9 novembre 1989 à Valdéz (province d'Esmeraldas) et mort le 21 décembre 2018 près de Tumaco, est un guerillero dissident des FARC et un narcotrafiquant équatorien.

## Biographie
Walter Artízala se joint aux Forces armées révolutionnaires de Colombie (FARC) à l'âge de 17 ans et se spécialise dans les explosifs. À l'issue du processus de paix entre le gouvernement colombien et les FARC-EP, il refuse de se plier aux accords négociés et entre en dissidence à la tête d'une faction baptisée Front Oliver Sinisterra. Implanté dans les régions boisées du département de Nariño, près de la frontière, ce groupe composé d'au moins 180 hommes se consacre au trafic de la coca. Il se rend également coupable de divers crimes, en particulier l'enlèvement et l'assassinat de deux journalistes équatoriens du journal El Comercio et de leur chauffeur en avril 2018. Le même mois, il est également accusé d'avoir enlevé et tué deux personnes, qu'il soupçonnait d'être des espions des forces armées équatoriennes. 
Les gouvernements de Colombie et d'Équateur promettent alors une récompense de 100 000 $ pour obtenir des renseignements pouvant mener à sa capture.
Le 21 décembre 2018, il est tué lors d'une opération conjointe impliquant l'armée et la police colombiennes.